# فرمانده کل انتظامی جمهوری اسلامی ایران
فرمانده کل انتظامی جمهوری اسلامی ایران ارشدترین جایگاه در مجموعه فرماندهی انتظامی جمهوری اسلامی ایران است، که فرماندهی و کنترل بر کلیه یگان‌های زیرمجموعه پلیس و مرزبانی (به جز سازمان‌های مستقل همچون عقیدتی سیاسی فراجا و حفاظت اطلاعات فراجا) را برعهده دارد. فرمانده کل انتظامی، با پیشنهاد وزیر کشور و با حکم رهبر جمهوری اسلامی ایران در جایگاه فرمانده کل قوا منصوب می‌شود. این سمت نخستین بار در سال ۱۳۷۰ پس از ادغام شهربانی، ژاندارمری و کمیته انقلاب اسلامی و تأسیس نیروی انتظامی تشکیل شد و نخستین فرمانده نیروی انتظامی سرتیپ محمد سهرابی بود. در سال ۱۴۰۰ ساختار سازمان انتظامی، از نیرو به فرماندهی کل ارتقا پیدا کرد و هم‌اکنون فرمانده آن، فرمانده کل انتظامی نامیده می‌شود. از سال ۱۴۰۱، احمدرضا رادان فرماندهی کل انتظامی جمهوری اسلامی ایران را برعهده دارد.

## فهرست
| ر.                                        | نگاره              | فرمانده                                      | آغاز تصدی       | پایان تصدی      | طول دوران             | نیروی قبلی    | منبع   |
| ----------------------------------------- | ------------------ | -------------------------------------------- | --------------- | --------------- | --------------------- | ------------- | ------ |
| فرمانده نیروی انتظامی جمهوری اسلامی ایران |                    |                                              |                 |                 |                       |               |        |
| ۱                                         | محمد سهرابی        | سرتیپ محمد سهرابی (زادهٔ ۱۳۱۹)                | ۱۲ فروردین ۱۳۷۰ | ۲ مهر ۱۳۷۱      | ۱ سال، ۵ ماه و ۲۳ روز | ژاندارمری     | [ ۷ ]  |
| ۲                                         | رضا سیف‌اللهی       | سرتیپ پاسدار رضا سیف‌اللهی (زادهٔ ۱۳۳۶)        | ۲ مهر ۱۳۷۱      | ۲۷ بهمن ۱۳۷۵    | ۴ سال، ۴ ماه و ۲۲ روز | سپاه پاسداران | [ ۸ ]  |
| ۳                                         | هدایت لطفیان       | سرتیپ پاسدار هدایت لطفیان (زادهٔ ۱۳۳۶)        | ۲۷ بهمن ۱۳۷۵    | ۷ تیر ۱۳۷۹      | ۳ سال، ۴ ماه و ۱۲ روز | سپاه پاسداران | [ ۹ ]  |
| ۴                                         | محمدباقر قالیباف   | سرتیپ پاسدار محمدباقر قالیباف (زادهٔ ۱۳۴۰)    | ۷ تیر ۱۳۷۹      | ۱۵ فروردین ۱۳۸۴ | ۴ سال، ۹ ماه و ۸ روز  | سپاه پاسداران | [ ۱۰ ] |
| –                                         | علی عبداللهی       | سرتیپ پاسدار علی عبداللهی (زادهٔ ۱۳۳۸) سرپرست | ۱۵ فروردین ۱۳۸۴ | ۱۸ تیر ۱۳۸۴     | ۳ ماه و ۵ روز         | سپاه پاسداران | [ ۱۱ ] |
| ۵                                         | اسماعیل احمدی مقدم | سرتیپ پاسدار اسماعیل احمدی مقدم (زادهٔ ۱۳۴۰)  | ۱۸ تیر ۱۳۸۴     | ۱۸ اسفند ۱۳۹۳   | ۹ سال و ۸ ماه         | سپاه پاسداران | [ ۱۲ ] |
| ۶                                         | حسین اشتری         | سرتیپ پاسدار حسین اشتری (زادهٔ ۱۳۳۸)          | ۱۸ اسفند ۱۳۹۳   | ۱۶ آذر ۱۴۰۰     | ۶ سال، ۸ ماه و ۲۸ روز | سپاه پاسداران | [ ۱۳ ] |
| فرمانده کل انتظامی جمهوری اسلامی ایران    |                    |                                              |                 |                 |                       |               |        |
| (۶)                                       | حسین اشتری         | سرتیپ پاسدار حسین اشتری (زادهٔ ۱۳۳۸)          | ۱۶ آذر ۱۴۰۰     | ۱۷ دی ۱۴۰۱      | ۱ سال و ۱ ماه         | سپاه پاسداران | [ ۱۴ ] |
| ۷                                         | احمدرضا رادان      | سرتیپ پاسدار احمدرضا رادان (زادهٔ ۱۳۴۲)       | ۱۷ دی ۱۴۰۱      | درحال تصدی      | ۲ سال، ۴ ماه و ۱۹ روز | سپاه پاسداران | [ ۱۵ ] |